# Code Geass 亡國的阿基德
《Code Geass 亡國的阿基德》（日語：Code Geass 亡国のアキト）是日本日昇動畫製作的Code Geass動畫系列第二作。於2012年1月12日證實為劇場動畫作品，初步安排分4章在電影院推出，於2015年5月2日上映第3章時宣佈追加第5章的製作。

## 概要
製作消息最早於2010年發售的《Code Geass 反叛的魯路修 奇蹟的誕生日》DVD中公佈，當時有一段包含基本劇情提要和影像概念的預告片。此動畫作品原定於2010年內推出，但在公佈機體設定後宣佈押後，於2011年曾在雜誌推出數張包含人設的版權繪。直至2012年1月12日，官方召開記者招待會公佈Code Geass系列作品的最新情報，其中包括本作最新的聲優、主題曲和發佈形式的情報。直至作品正式面世之時，製作方面繼續受到日昇動畫同期有大量作品所影響，而令各章節上映日期朝令夕改。

## 故事簡介
皇曆2017年，超級大國「不列顛尼亞帝國」（Britannia）朝著稱霸世界的目標，征服了世界近3分之1的版圖。此時，7年前被改稱「11區」的日本出現了動亂，牽動了世界對抗不列顛帝國的鬥心。
帝國早前與統領部分歐洲和非洲勢力的E.U.達成停戰協議。由於動亂出現，和平關係都隨之破裂，不過在強硬的軍事侵略下，E.U.並沒有在戰事中得到優勢。一群「11區」的少年少女決定加入這場地獄戰線，駕駛Knightmare參與這個目標及原因未明、戰勝率只有5%的大戰……

## 登場人物
※部分名稱暫缺正式譯名。

### wZERO作戰部隊
在首輪作戰後被歐洲不列顛尼亞稱為漢尼拔的亡靈的存在。

#### 主角
日向阿基德（聲：入野自由（日本）；梁偉德（香港））
E.U.軍部隊wZERO所屬的11區人（日本人），出生於歐洲。作為一名失去故鄉的士兵，進行著生存率只有5%的作戰。少尉军阶，於拯救行動後晋升中尉。平时担任莱拉的护卫，负责保护莉娜。
表示曾死去一次，因此似乎看得到聽得見死去的同胞。被某種Geass能力所操控，能夠在能力爆發之時對波長相近的人進行大腦入侵，讓對方同樣感受到Geass指令發動的狀況，讓大家同步理解整個戰場的狀況。主要影響的人包括Geass持有者，與及各部觸及腦波精神操作的軍機駕駛員。
曾向莉娜许下为其毁灭世界的誓言。起初因為覺得『幸福的幻象』會帶來不幸，不想新同伴死去而孤立自己，後來與眾人相處後稍為軟化，并对莉娜产生好感。
不喜歡吃魚。
阿基德与哥哥真·日向·沙欣格是同母异父的兄弟（阿基德实际上是因母亲不忠而出生），小时候两人曾关系亲密，但真一直知道阿基德并不是自己真正意义上的弟弟。曾在三歲被真下了「去死」的Geass命令，但當時因為不了解死的概念，結果效果沒有成功支配大腦。即便日後成長有所體會，相關命令亦只以殘象的形式干擾腦電波，引領其到戰場上以垂死方法拼命一戰。
最终和莉娜在一起隐居山林，視過去的戰友為家人，直至世界和平後，和戰友重返部隊。在光和7年(《奪還的Roze》)，和戰友們到訪故鄉日本。其後與舊wZERO的成員一同迎擊在當地不斷屠殺平民的無人機「洛基」。
官方設定集漢字為日向瑛斗。
莱拉·马尔卡勒（聲：坂本真綾（日本）；詹健兒（香港））
E.U.军wZERO部队的作战参谋，少校军阶。於拯救行動後晋升中校，成为部队司令，穿著獨特服飾。有著公主的氣質，喜歡養貓，但平日一心想著軍隊的事情，公開接受11區人，亦尊重對方稱為日本人，不論隊員來歷如何都期望能夠避免犧牲。
两亲是从不列颠帝国逃出後被暗殺的流亡贵族，於12年前去世。之後被巨型财团马尔卡勒家族收养，与义兄、马尔卡勒家族第三子约翰是婚约者。本名为莱拉·冯·布萊斯高（Leila von Breisgau）。
合气道段位的持有者。其軍藉ID卡可充當信用卡用約值100百萬元，不諳生活常識。
从一开始便注意到了纳尔瓦战役的唯一幸存者阿基德，后期在相处中对其产生好感。
在「方舟船團」的恐佈組織宣傳後，接獲恐佈組織是虛構存在，實為歐洲不列顛尼亞的陰謀，下令翼龍隊擊破「方舟船團」的飛船，同時向吉恩·斯迈尔斯將軍請求公開恐佈組織事件平息E.U.民怨，但卻被其要求公開萊拉身份來平息E.U.民怨，E.U.人民得悉布萊斯高家族的千金健在後，各地民怨得到平息，並迅速成為人民心中精神支柱及其精神領袖。不久又被吉恩·斯迈尔斯將軍以政治宣傳方式宣告戰死，迅速從世界舞台中落幕。
双亲遇难后在逃亡时意外墜落到冰湖水底，被C.C.救上来后，因年齡關係被施下有待其決定是否接受使用的Geass能力，但當時自己并不清楚，認為只是一場夢。在萊拉談判投降時真企圖用Geass能力命令其自殺，卻遭到反彈眼睛短暫疼痛，原因不明。於最終戰役中阿基德與真在激戰中消失及司令室全員遭敵軍殺害後，意外觸發Geass力量。此時確認能力之一為時空跳躍，同時能觀察自身及別人的過去，甚至能進入他人某刻的心靈，以複數形式向他人投影其他人的意織，在某時間點令戰況改寫。其Geass為藍色，與一般紅色不同。雖然其沒有真實認識整個能量，但其仍得到時空管理者的祝福，認為她是會把Geass正確發揮的希望。
在遊戲《Code geass 失落物語》中，提及在零之鎮魂曲後，被E.U.新代表重新任命她和wZERO作戰部隊的所有成員，為調查Geass遺跡及阻止戰爭，和神樂耶的「十六夜」機關特工們合作及共享情報。在返回最終戰後的堡壘聖彼得堡地下的Geass遺跡調查時，和C.C.重逢及相認，並真正了解自己Geass力量和C的世界存在。
在光和7年(《奪還的Roze》)，和戰友們到訪日本。其後與舊wZERO的成員一同迎擊在當地不斷屠殺平民的無人機「洛基」。

#### 翼龙队
wZERO作戰部隊的高效率作戰小隊稱呼，成員以阿基德為首，後來的阿修雷也是這小隊成員，萊拉也參與過翼龙队的前線作戰。
佐山涼（聲：日野聰（日本）；鄧志堅（香港））
某地下組織領導者，出生於歐洲，與幸也、綾乃企圖綁架斯迈尔斯將軍失敗，後被莱拉招攬加入wZERO部隊。
起初只想藉機盜取E.U.軍的先進軍備，但受阿基德所中的Geass影響，在一同抵抗敵人後開始在意對方的戰鬥方式，在BRS影響下得知阿基德部份過去，決意一同戰鬥，視之為重要的隊友。
不懂游泳。性格桀傲不遜有點瘋但很容易得意忘形。健壯身材很受老婆婆們歡迎，潛移默化下很享受被人撫摸，第五章结束与大家一起隐居。在光和7年(《奪還的Roze》)，和戰友們到訪日本。其後與舊wZERO的成員一同迎擊在當地不斷屠殺平民的無人機「洛基」。
官方設定集漢字為佐山亮。
成瀨幸也（聲：松岡禎丞（日本）；張裕東（香港））
原為某集合營的難民，受同胞迫害後炸毀集合營並逃離，加入涼為首某地下組織，初嘗真正的家人的感覺，出生於歐洲，善於黑客活動，情報蒐集與炸彈攻擊。
個性陰沉但處事體貼，為了夥伴能不惜犧牲來除去危險，不時有近似女性的一面。现已加入E.U.军的wZERO部隊，在BRS影響下得知阿基德部份過去，在操作KMF上具有强大的狙击能力。
性格与阿基德有点相似，极其毒舌，会说出导致队友恐慌的话。重视涼和绫乃，视为最重要的家人。在作戰最後理解到必須以軍備以外的方式改變其痛苦的現況。第五章结束与大家一起隐居。在光和7年(《奪還的Roze》)，和戰友們到訪日本。其後與舊wZERO的成員一同迎擊在當地不斷屠殺平民的無人機「洛基」。
官方設定集漢字為成瀨優希也。
香坂綾乃（聲：日笠陽子（日本）；何璐怡（香港））
某地下組織成員，擅長使用小太刀，现已加入E.U.军的wZERO部隊，在BRS影響下得知阿基德部份過去。
在跟阿基德抵抗敵人後開始想進一步理解對方，被幸也說感情都寫在臉上不適合戀愛。出生於歐洲，其實對日本並不了解，並表露一同回到故鄉「日本」的希望，表明暫放在阿基德的小太刀不用歸還贈送給他作為護身符。同時對上司莉娜顯得沒有隔閡。第五章结束与大家一起隐居。在光和7年(《奪還的Roze》)，和戰友們到訪日本。其後與舊wZERO的成員一同迎擊在當地不斷屠殺平民的無人機「洛基」。

#### wZERO司令部
位於歐洲，別名白狼堡的古堡改建，內部淨潔，擁有能令翼龍隊降落到全球任何角落的突破大氣式穿梭火箭「阿波罗马车」，最熟識古堡結構可能只有萊拉的愛貓伊丽莎白，附近有著古羅馬時期建築群遺址及天然生態環境，普通KMF難以高速接近的天然屏障。
克劳斯·沃利克（Klaus Warwick，聲：藤原啓治（日本）；黃啟昌（香港））
E.U.军中校，担任wZERO部队副司令职务的中年男性。
育有一女。平日顯得游手好閒打混摸魚，老在喝酒，但亦有笑裡藏刀的一面，為女兒而成欧洲不列颠的間諜。
雖為間諜且輕浮但在會危害wZERO部隊的安全下仍然挺身而出，甚至豁出生命保護萊拉。
索菲·兰德尔（Sophie Randall，聲：甲斐田裕子（日本）；黃玉娟（香港））
腦權威科學家，因為莱拉的招募而與wZERO合作，軍事應用合作上在阿基德等人身上測試名為BRS（Brain Raid System）的腦波精神操作實驗在令涼等3名新成員更有效在實際戰中發揮亞歷山大機種性能，而實際BRS的開發目的是為了「不用言語，消除彼此隔膜互相了解」為宗旨而開發。BRS的實踐應用中阿基德的腦波動是研究團的關注重點，其行為間接涼等3名成員行為形成稱為「精神網絡」的連結。
阿基德與真在激戰中發現腦波動更與過往數據不同的反常現象，二人激戰中突然短暫消失，並期望用腦波動反常現象和物理現象比較為何出現「離散化」的特異點，萊拉從這事件中令悟出是「人的意識影響到現實世界」的精神干擾，索菲試著大膽假設「這個世界的創造是由觀察者的觀察」所制定，根據觀察者的思想所謂「消失在深淵的事物，定能從深淵返回」，並在其言繼續推斷下這能超越空間、時間、甚至改寫過去。
其愛人於一次精神與機械連接的實驗中成為類似植物人的狀態，為了對方而全力繼續研究，BRS是索菲與其愛人的研究宗旨下的產物。而對方亦在萊拉跳躍下確認最終會甦醒。
乔·怀斯（Joe Wise，聲：川田紳司（日本）；蕭徽勇（香港））
索菲·兰德尔的腦科研究助手，亦是索菲及其愛人的朋友，身型肥胖，喜歡吃棒棒糖，經常想與別人分享吃棒棒糖，個性膽小。
安娜·克莱曼（Anna Clement，聲：茅野愛衣（日本）；劉惠雲（香港））
E.U.军上尉，亚历山大的開發者，莱拉军校时期的同学及朋友。本职是昆虫学家。萊拉的愛貓與她始終保持距離令她相當頭痛。
凯特·诺瓦克（Kate Novak，聲：小松未可子（日本）；凌晞（香港））
索菲·兰德尔的部下。实习医生。
费瑞莉·沃德洛（Ferilli Wardlow，聲：瀨戶麻沙美（日本）；黃瑩瑩→廖杏茵（香港））
索菲·兰德尔的部下。医生。
克洛艾·溫克爾（聲：東山奈央（日本）；陳皓宜（香港））
安娜的助手，和安娜一起加入E.U.军。
希尔达·法干（聲：早見沙織（日本）；吳羨婷（香港））
安娜的助手，和安娜一起加入E.U.军。
莎菈·丁斯（聲：高森奈津美（日本）；林芷筠（香港））
奧莉薇亞·羅威爾（聲：伊瀨茉莉也（日本）；何寶珊（香港））

奧斯卡·哈梅爾（聲：森久保祥太郎（日本）；陳成港（香港））
E.U.军少校，wZERO作戰部隊所属特务部，白狼城警備隊長。

#### 其他
吉恩·斯邁萊斯（聲：石塚運昇（日本）；招世亮（香港））
E.U.軍將軍，莱拉父亲的好友，同時是其上司，对其评价极高，視萊拉為法國百年革命的「奧爾良-聖女」般的存在。
一直醞釀改變貴族掌權的格局，因此希望借助莉娜和wZERO的力量。劇情暗示其知道如何接觸Code和Geass的力量，曾與時空管理者訂下了契約，以殺死真的代價交換力量。
實際上期望取下貴族去建立自己的獨裁主義，誘導萊拉公開身份平息民怨，及後迅速散佈假消息誤導已公開身份的萊拉已死來提升其政治地位，在戰況原本充滿優勢下，被時空管理者指尊重同伴的人比他更值得活下去，結果被時空跳躍過來的阿修雷近距離殺死，E.U.政治亦因而真實邁向自由的共和制。
皮埃尔·亞諾（聲：鳥海浩輔（日本）；馮錦堂（香港））
莱拉前任的wZERO部队司令官，E.U.军中校，首輪作戰中要求wZERO作戰部隊所有KMF都均搭載自爆裝置，無視前線作戰的11區人生死均在彈藥耗盡後自爆，再戰局顯露出敗象後想推卸責任甚至掏槍，遭萊拉參謀制服，被警备队拘捕，其后被調职到华沙的后方补给部队。
為了報復對方而篡改了軍人紀錄喪失身分，最終被其人之道還治其人之身。5章末也成被老婆婆們使喚的一員。

### 莱拉家族成員
莱拉原姓布萊斯高，12年前的事件中親生父母先後死去，後獲马尔卡勒當家约翰·马尔卡勒的父親收養並成為马尔卡勒的養女，並與三子訂下婚約。

#### 马尔卡勒家族
马尔卡勒家族在E.U.是一個财力雄厚的家族，涉及銀行，發電廠等業務。
约翰·马尔卡勒（聲：小西克幸（日本））
马尔卡勒家族第三子约翰，喜歡喝酒、莱拉的義兄及婚約者，並不喜歡莱拉。提供「方舟船團」的宣傳實為假消息，北海發電廠仍然健在的情報給萊拉，並要求其回家放棄軍中事務，但遭拒絕。

#### 布萊斯高家族
布萊斯高家族在不列顛尼亞有著300多年歷史悠久的貴族，其智慧深遠令人畏懼。
布拉多·馮·布萊斯高（聲：三木眞一郎（日本））
萊拉的父親。神聖不列顛帝國的貴族，但反對貴族制並流亡到歐盟。繼續進行政治活動，獲得了歐盟公民的支持，但12年前在演講中因炸彈恐怖襲擊而死亡。
克勞迪婭·布萊斯高（聲：進藤尚美（日本））
萊拉的母親。12年前在布拉多遭遇炸彈恐襲被殺後逃亡期間，駕駛私家車時車禍中死去。

### 神圣不列颠帝国

#### 歐洲不列顛尼亞
真·日向·沙欣格（聲：松風雅也（日本）；李致林（香港））
聖米迦勒騎士團所屬騎士，後搶奪聖米迦勒騎士團團長職位及專屬座駕维钦托利，用一些手段後為歐洲方不列顛尼亞總帥，阿基德的哥哥，小時後展現出的強大能力被文費洛迪稱為「東洋武士血統的繼承者」並收為部下培養成下任團長，擁有能让他人傾向自滅的Geass。
父母是為宗教團體的領袖，後來在母親出軌誕下阿基德之時，露出了對眾人無恥的不屑，最終弒去雙親。一名Code（頭骨形態）就在此時出現，向真賦予了Geass。
認為年幼阿基德純潔無垢，應該從瘋狂的世界中「解放」曾向阿基德施以為其而死的Geass，並以類似的力量不停攀登高位，對殺人的執著亦使之進入雙眼Geass的狀態。Knightmare操縱能力在眾人之上。曾为了领率米迦勒骑士团命令其长官曼弗雷迪自杀身亡，識破軍師朱利亞斯(被皇帝修改記憶的魯路修)的真正身份是Zero和第11皇子，用奸計引導朱利亞斯使其精神崩潰後禁錮朱利亞斯與朱雀，杀死了乌列尔骑士团和加百列骑士团团长，並由此奪走軍權&大貴族議會長政權，擁有歐洲不列顛尼亞最高的軍政權後，用Geass下令养母和义妹互相殘殺，實行最後計劃意图用阿波罗马车炸毁帝都潘德拉贡，引起全球無盡恐慌。最终章真看到不少過去愛惜的人的靈魂及阿基德的戰友等要求其不要殺害阿基德，最终一剑捅穿為其弟弟擋劍的珍·羅胡，但也被珍用枪射中，真最後期望阿基德在這世界繼續活下，然後回到珍身邊一同死去。
愛麗絲·沙欣格（聲：石原夏織（日本）；陳皓宜（香港））
瑪莉亞的親生女兒和真的養妹，把真作为亲生兄長一样仰慕。
第四章被真用Geass與其母互相殘殺。
瑪莉亞·沙欣格（聲：能登麻美子（日本）；朱妙蘭（香港））
愛麗絲的母親和真的養母，丈夫把真作为养子为契机，把真作为亲生儿子一样关心。
第四章被真用Geass與其女兒互相殘殺。
珍·羅胡（聲：伊瀨茉莉也（日本）；羅杏芝→黃淑芬（香港））
小時候是孤兒，後獲真救助，真·日向·沙欣格的參謀。擁有即使對上朱雀這種強者都不落下風的強大戰鬥實力，對阿修雷的瘋狂表現不屑，喜欢著真。最终章被真誤杀並告白。
奧古斯塔·亨利·海蘭德（聲：菅生隆之（日本）；潘文柏（香港））
韦南斯大公，欧洲不列颠的宗主。在朱利亞斯·金斯利使用皇家權杖後其認為叛逆皇帝代表而遭到軟禁，直至事件結束後重新領導。
米凱勒·文費洛迪（聲：三宅健太（日本）；劉奕希（香港））
原聖米迦勒騎士團團長，被真的Geass操纵自尽。在見識到真的強大劍法後決定收為部下培訓，並寄望真為下任團長。
原第二骑士。相比查尔斯皇帝给予的地位，他选择了为韦南斯大公竭尽忠诚，辞去第二骑士的身份移籍至欧洲不列颠，第1章末死于真的Geass命令之下。
安德烈·法爾內塞（聲：子安武人（日本）；麥皓豐（香港））
聖拉斐爾騎士團團長，文費洛迪的摯友，整個事件的唯一倖存團長。對好友的死感到懷疑。
米歇爾·奧古斯都（聲：立木文彥（日本）；盧國權（香港））
葛多佛萊·德·維雍（聲：武虎（日本）；陳廷軒（香港））
圣加百列骑士团团长，被真所殺，並藉此威脅大貴族議會。
桑·滋爾（聲：宮田光（日本）；黃子敬（香港））
圣乌列尔骑士团团长，被真所殺，並藉此威脅大貴族議會。

#### 阿修羅隊
聖米迦勒騎士團直屬分隊「阿修羅隊」阿修雷·阿修羅有7部直屬部下。對阿修雷非常忠心。
阿修雷·阿修羅（聲：寺島拓篤（日本）；鄧港文（香港））
聖米迦勒騎士團直屬分隊「阿修羅隊」隊長。對真繼任團長大感興趣，小時候是孤兒，後獲真救助。喜好瘋狂的戰鬥亦喜歡靠運氣的人，更具有重情義有恩必報的性格，深受下屬愛戴。在突擊戰中被Geass能力爆發下的阿基德等人所壓制，戰後隻身到西伯利亞尋覓新武器。之後，因一些事件而叛逃成為翼龍隊一員，對珍說要救到真的只有其弟弟阿基德的想法，在了結吉恩·斯迈尔斯後與下屬會合，之後與他們一起跟萊拉等人一起隱居，比起涼好像更受老婆婆們歡迎。
若望·法比烏斯（聲：島崎信長（日本）；林筠翔（香港））
金髮，男性，直屬「阿修羅隊」，在首次與翼龍隊對戰為保護阿修雷而亡，唯一戰死隊員，亦是阿修羅對阿基德復仇的理由之一。
クザン・モントバン（聲：花江夏樹（日本）；李安邦（香港））
特徵擁有禿頭紋身和紋身。
西蒙（聲：井口祐一（日本）；陳成港（香港））
唯一的女性，特徵具有中性的長髮外觀。
弗朗茨·瓦洛（聲：小野友樹（日本）；陳耀楠（香港））
他有一種豪傑風格。
ヤン・マーネス（聲：石川界人（日本）；鍾見麟（香港））
特徵是戴著太陽鏡。
雷內（聲：逢坂良太（日本）；陳灝瑋（香港））
特徵是民族風格的紅頭髮。
アラン・ネッケル（聲：室元氣（日本）；胡家豪（香港））
特徵是一隻眼睛被頭髮遮住了。

#### 11区
樞木朱雀（聲：櫻井孝宏（日本）；周良鴻→李凱傑（香港））
第一作主要人物，皇帝直屬的親衛隊「Knight of Rounds」，成為排名第七位的騎士。成為第一位出身於Number地區的「Knight of Rounds」。作為皇帝的直屬騎士，奔走於世界各地。然而，他的出身仍受到不少不列顛軍人和貴族的歧視。
以不列顛尼亞軍師朱利亞斯·金斯利的護衛身分來到歐洲，實為監視對方有沒有恢復記憶的跡象。厭惡帶著魯魯修四處活動。因為作為好友，他不忍心見到對方因記憶混亂而難受，但是又對他殺死尤菲一事恨之入骨，卻被皇帝下令要護他周全。再者，他也無法忍受對方以軍師之名義在戰場上散佈恐懼，禍及平民。
朱利亞斯·金斯利（Julius Kingsley，聲：福山潤（日本）；曹啟謙（香港））
由神聖不列顛帝國派往歐洲不列顛尼亞軍的軍師，持有皇帝授予的皇家權杖作為皇帝代表。實際是被洗腦的第一作主要人物魯路修·Vi·不列顛尼亞，左眼帶著眼罩（以封印其Geass的能力），總是向朱雀討水（實為因為想起小時候的夏天與娜娜莉、朱雀的回憶，所造成的記憶錯亂，誤以為是夏天災熱的天氣），對自己的領導能力十分有自信。
攻陷歐洲第一步計劃虛構出「方舟船團」的恐佈組織宣傳的行動令歐洲（E.U.方）一時民怨四起，本來帝國期望以其能力一舉壓制E.U.所有戰場，但在真看穿身份（因其發佈恐佈片段的手段、言行及衣著與不久前被朱雀拘捕的11區恐怖份子Zero如出一徹，加上種種特權對待，令他推斷出朱利亞斯應該是擁有皇子身份、被Geass改寫記憶的Zero；加上朱利亞斯在記憶錯亂時提及「娜娜莉」，而令真得知他就是傳聞中已作為人質死於日本的第11皇子）和惡意引導下陷入記憶錯亂狀態。最後跟朱雀一同被禁錮。
罗洛·兰佩洛基（Rolo Lamperouge，聲優：水島大宙（日本）；張裕東（香港））
第一作人物，最終話登場，不列顛尼亞帝國機情局的人物，向朱雀和朱利亞斯傳達皇帝要求返回帝都的指令。其後接替朱雀的監視工作，以「弟弟」的身份與魯路修返回11區留學及一起生活。

### 其他
C.C.（聲優：野上尤加奈（日本）；曾秀清（香港））
第一作主要人物，被萊拉等人認為是森林魔女。事件約12年前當時C.C.仍然是帶領Geass響團領就途經時，救出逃亡時垂死的莱拉，賦予其Geass能力，對其留下「一旦接受Geass，將以似人非人的存在繼續生存下去」後離開。
伊丽莎白（Elizabeth）
莉娜饲养的黑猫，前肢一腳为白色。
時空管理者（聲優：工藤晴香（日本）；何璐怡（香港））
謎之人物，形容自身是「不是任何人，不存在於任何事物之中，但又被人類所看到的實際存在」，是一種「意識集合體」，亦是「干涉宇宙進化者」，在科學家角度被稱為世界的「觀察者」。疑似比C.C.更接近世界力量根源，表明C.C.作為繼承力量的人類，與作為本身已擁有力量的自己完全不同。
掌管Code和Geass的平衡，在歷史洪流中認為大多數Geass擁有者都是惡意或無法承受Geass帶來的惡果。表明有能力回收散落於整個世界上Geass力量，但萊拉的存在改變其想法，期待她能夠在有生之年繼續充分利用此力量改變世界。
與史密萊斯有著不為人知過去，似乎曾被對方騙其給予改變E.U.命運的力量。期望他能殺死真以作償還，但最終看穿其行動只有私慾，繼而用力量讓阿修雷將之處決。
婆婆們（聲：鈴木黎子、伊沢磨紀、片岡富枝、宮澤清子、慶長佑香、羽鳥靖子、宮崎智栄子）
在萊拉等人其軍藉ID卡失效碰上欲敲詐的遊牧民，眾人因沒錢只能幫勞作一同生活。
其中一位有著獨有占卜能力，稱阿基德為可憐的孩子受詛咒，可為其解咒但遭對方嚴厲拒絕。後來為萊拉占卜後得知她也是被詛咒之人，並知道其見過「森林魔女」。
在幸也恢復萊拉的軍藉後與婆婆們暫別，最後直到一切事件結束後到wZERO部隊的白狼堡接走萊拉等翼龙队成員並一同隱居。

#### 小說版登場人物
藤堂鏡志朗
第一作人物，小说版第1回登场。
草壁徐水
第一作人物，小说版第1回登场。

## 登场武器

### E.U.
亚历山大（Alexander）
由安娜·克莱曼主导，EU独立研发的特殊作战机。能够变成昆虫模式及能装上自爆装置。名称来源自亚历山大大帝。詳見Code Geass機動兵器列表#亞歷山大
亚历山大Type-01（Alexander TYPE-01）
亚历山大Type-02（Alexander TYPE-02）
亚历山大·无人型（Alexander Drone）
亚历山大·勇士型（Alexander Valiant）
亚历山大·自由型（Alexander Liberte）
Gardmare（Gardmare）
《亡国的阿基德》第1章中出现的警备用机体。

### 欧洲不列颠
维钦托利
型式编号：V-01S
原本是米凯勒·曼弗雷迪的座机，名称取自圆桌骑士Sagramore。后米凯勒辞去第二骑士的身份移籍至欧洲不列颠，机体名称改为维钦托利。米凯勒被真杀死后此机成为真·日向·夏英格的座机。
机名来自高盧戰爭中的英雄维钦托利。
格拉古（Gracchus）
珍·羅胡的专用KMF。银色涂装。
机名来自罗马共和国的政治家格拉古兄弟。
阿胡拉玛兹达（Ahura Mazdā）
欧洲不列颠开发的重型KMF，涂装为红色，由阿修雷·阿修罗驾驶。两臂各装备三挺四管转轮机枪。
机名来自古波斯神阿胡拉·玛兹达。
利物浦（Liverpool）
双足步行的坦克型无人机。绿色涂装。
机名来自英国城市利物浦。
坎特伯雷（Canterbury）
第四、五部中，圣米迦勒骑士团的拥有的四足自走炮。
机名来自英国市镇坎特伯雷。

### 神聖不列顛尼亞帝國
蘭斯洛特（Lancelot）
型式編號：Z-01 全高／戰鬥重量：4.49m／6890kg
最新型的第7代Knightmare，以傳說中亞瑟王手下最強的圓桌騎士蘭斯洛特為名。駕駛者是樞木朱雀。

## 製作人員
- 原作：日昇動畫、大河內一樓、谷口悟朗
- 企劃：宮河恭夫、前田朗雄
- 監督：赤根和樹
- 構成協力：森田繁（第1－2章）
- 角色設計原案：CLAMP
- 角色設計：木村貴宏
- 總作畫監督：島村秀一
- Knightmare設計原案：安田朗
- 機械設計：寺岡賢司、沙倉拓實、宮本崇、Astrays
- 3DCG動畫導演：井野元英二
- 3DCG製作：Orange
- 色彩設計：中山久美子
- 美術監督：佐藤豪志
- 美術設計：金平和茂
- 攝影監督：大矢創太、千葉洋之
- 剪接：田村由里
- 音樂：橋本一子
- 音響監督：明田川仁
- 動畫製作：日昇動畫
- 製作：Code Geass 亡國的阿基德製作委員會

## 主題曲
（第1－3章）
作詞：岩里祐穂，作曲、編曲：菅野洋子，主唱：坂本真綾
第4章用作插曲。
（第4－5章）
作詞：岩里祐穂，作曲、編曲：菅野洋子，主唱：坂本真綾

## 各話列表
| 話數   | 日文標題 | 中文標題                            | 腳本                       | 分鏡                                                                        | 演出                                           | 總作畫監督                 | 作畫監督                                                                                        | 機械作畫監督                             | 公開日         |
| ------ | -------- | ----------------------------------- | -------------------------- | --------------------------------------------------------------------------- | ---------------------------------------------- | -------------------------- | ----------------------------------------------------------------------------------------------- | ---------------------------------------- | -------------- |
| 第1章  |          | The Wyvern Arrives                  | 赤根和樹 淺川美也          | 赤根和樹、田中孝行                                                          | 田中孝行                                       | 島村秀一                   | 前田清明、秋山由樹子 皆川一德、辻繁人                                                           | 不適用                                   | 2012年 8月4日  |
| 第2章  |          | The Wyvern Divide                   | 淺川美也 大野木寬 赤根和樹 | 安田賢司、日高政光 赤根和樹                                                 | 鳥羽聰                                         | 島村秀一                   | 皆川一德、前田清明 波部崇、小暮昌広 小野早香                                                    | 木村智 前田清明（總）                    | 2013年 9月14日 |
| 第3章  |          | The Brightness Falls                | 淺川美也 大野木寬 赤根和樹 | 日高政光、蘆野芳晴 田中孝行、佐佐木守 赤根和樹                              | 五十嵐達矢、三宅和男 渡邊正樹、大石康之 鳥羽聰 | 島村秀一                   | 波部崇、前田清明 佐佐木守、嘉手苅睦 鈴木幸江、米山浩平                                          | 前田清明（總）                           | 2015年 5月2日  |
| 第4章  |          | 由憎恨的記憶開始 Memories of Hatred | 大野木寬 赤根和樹          | 日高政光、宮尾佳和 宮地☆昌幸、渡邊正樹 三宅和男、赤根和樹                   | 渡邊正樹、三宅和男 蘆野芳晴                    | 島村秀一 吉川真帆          | 鳥宏明、牧孝雄 波部崇、嘉手苅睦 奥田淳、戸井田珠里 坂本修司、須永賴太 中島渚、米山浩平 加藤洋人 | 前田清明（總） 橋本誠一、重田智          | 2015年 7月4日  |
| 最終章 |          | To Beloved Ones                     | 大野木寬 赤根和樹          | 渡邊正樹、三宅和男 大石康之、山下明彦 古橋一浩、宮尾佳和 田中孝行、赤根和樹 | 渡邊正樹、三宅和男 山下明彦、間島崇寬 大石康之 | 島村秀一 吉川真帆 嘉手苅睦 | 奥田淳、波部崇 牧孝雄、木村智 北原広大、箕輪豊                                                  | 東賢太郎 金子秀一（特效） 前田清明（總） | 2016年 2月6日  |

## 播放電視台
日本深夜動畫：下文記載的日本国内播放時間使用日本標準時間（UTC+9）表示。因為部分時間标识會採用30小时制，因此請留意这类超过24:00的时间，其實際播放時間為翌日清晨。
| 播放地區   | 播放電視台   | 播放日期               | 播放時間（UTC+9）         | 所屬聯播網 | 備註                                                      |
| 第1章      | 第1章        | 第1章                  | 第1章                     | 第1章      | 第1章                                                     |
| ---------- | ------------ | ---------------------- | ------------------------- | ---------- | --------------------------------------------------------- |
| 大阪府     | 大阪電視台   | 2013年9月1日           | 星期日 25時40分－26時40分 | 東京電視網 |                                                           |
| 愛知縣     | 愛知電視台   | 2013年9月1日           | 星期日 27時10分－28時10分 | 東京電視網 |                                                           |
| 香港       | J2           | 2013年9月4日－9月11日  | 星期三 22時00分－22時30分 | 地面電視   | UTC+8 分拆2話播放 雙語廣播 有字幕 有重播 myTV提供14天重溫 |
| 東京都     | TOKYO MX     | 2013年9月7日           | 星期六 19時00分－20時00分 | 獨立UHF局  |                                                           |
| 北海道     | TV北海道     | 2013年9月7日           | 星期六 26時20分－27時17分 | 東京電視網 |                                                           |
| 日本全國   | BS11         | 2013年9月7日           | 星期六 27時30分－28時30分 | 衛星電視   | ANIME+節目                                                |
| 神奈川縣   | 神奈川電視台 | 2013年9月8日           | 星期日 26時30分－27時30分 | 獨立UHF局  |                                                           |
| 福岡縣     | TVQ九州放送  | 2013年9月8日           | 星期日 27時00分－28時00分 | 東京電視網 |                                                           |
| 中京廣域圈 | 中部日本放送 | 2015年3月29日          | 星期六 27時23分—28時23分  | 日本新聞網 |                                                           |
| 近畿廣域圈 | 毎日放送     | 2015年3月30日          | 星期一 25時55分—26時55分  | 日本新聞網 |                                                           |
| 日本全國   | ANIMAX       | 2015年5月4日           | 星期日 24時00分－25時00分 | 衛星電視   | 有重播                                                    |
| 第2章      |              |                        |                           |            |                                                           |
| 香港       | J2           | 2015年1月3日           | 星期六 24時15分－25時30分 | 地面電視   | UTC+8 雙語廣播 有字幕                                     |
| 東京都     | TOKYO MX     | 2015年3月30日          | 星期日 24時00分－25時00分 | 獨立UHF局  |                                                           |
| 中京廣域圈 | 中部日本放送 | 2015年4月1日           | 星期二 27時30分—28時35分  | 日本新聞網 |                                                           |
| 近畿廣域圈 | 毎日放送     | 2015年4月6日           | 星期日 26時40分—27時40分  | 日本新聞網 |                                                           |
| 日本全國   | BS11         | 2015年4月10日          | 星期五 27時30分—28時30分  | 衛星電視   | ANIME+節目                                                |
| 日本全國   | ANIMAX       | 2015年5月4日           | 星期日 25時00分—26時10分  | 衛星電視   | 有重播                                                    |
| 第3章      |              |                        |                           |            |                                                           |
| 香港       | J2           | 2016年4月22日－4月29日 | 星期五 24時00分－24時35分 | 地面電視   | UTC+8 分拆2話播放 雙語廣播 有字幕                         |
| 第4章      |              |                        |                           |            |                                                           |
| 香港       | J2           | 2016年8月20日          | 星期六 24時15分－25時35分 | 地面電視   | UTC+8 雙語廣播 有字幕                                     |
| 第5章      |              |                        |                           |            |                                                           |
| 香港       | J2           | 2016年8月27日          | 星期六 24時15分－25時35分 | 地面電視   | UTC+8 雙語廣播 有字幕                                     |

## 相关作品

### BD/DVD
| 顺序  | 发行日         | 产品规格  | 产品规格  | 产品规格  |
| 顺序  | 发行日         | BD初回版  | BD普通版  | DVD普通版 |
| ----- | -------------- | --------- | --------- | --------- |
| 第1章 | 2013年1月29日  | BCXA-0639 | BCXA-0635 | BCBA-4459 |
| 第2章 | 2013年12月25日 | BCXA-0640 | BCXA-0636 | BCBA-4460 |
| 第3章 | 2015年6月26日  | BCXA-0641 | BCXA-0637 | BCBA-4461 |
| 第4章 | 2015年10月28日 | BCXA-0642 | BCXA-0638 | BCBA-4462 |
| 第5章 | 2016年4月22日  | BCXA-1117 | BCXA-1116 | BCBA-4765 |

### 小说
Code Geass 亡國的阿基德
作者是小太刀右京。

### Drama CD
巴黎、第8区的午后
第1章BD初回限定版特典

### CD
Code Geass 亡國的阿基德 Sound Episode 1

## 外部連結
- （日語）動畫官方網站（页面存档备份，存于）
- （日語）Sunrise動畫官方網站（页面存档备份，存于）

| J2 星期三 22:00－22:30 節目                                  | J2 星期三 22:00－22:30 節目                                    | J2 星期三 22:00－22:30 節目                                    |
| ------------------------------------------------------------ | -------------------------------------------------------------- | -------------------------------------------------------------- |
|                                                              | Code Geass 亡國的阿基德 第1章 （2013年9月4日－9月11日）        |                                                                |
| 銀魂' 第202－252話                                           | 姊妹淘 爆趣鄉公所 （動畫時段移至24:00－24:30）                 |                                                                |
| 星期六 24:15－25:30 節目                                     |                                                                |                                                                |
| 機動戰士高達UC：在重力的井底 （2014年12月27日：24:05-25:20） | Code Geass 亡國的阿基德 第2章 （2015年1月3日）                 | Music Station Super Live （2015年1月10日：24:05-26:05）        |
| 星期五 24:00－24:35 節目                                     |                                                                |                                                                |
| 機動戰士高達 鐵血的孤兒 第1期                                | Code Geass 亡國的阿基德 第3章 （2016年4月22日－4月29日）       | 亞爾斯蘭戰記                                                   |
| 星期六 24:15－25:35 節目                                     |                                                                |                                                                |
| 機動戰士高達UC：彩虹的彼端 （2016年8月13日：24:15-26:10）    | Code Geass 亡國的阿基德 第4章+第5章 （2016年8月20日、8月27日） | 最美好的咖啡時光 重播（24:15-24:35）賽後你點睇 （24:35-26:05） |